# Вишера (приток Камы)
Ви́шера (коми Висьӧр) — река в Пермском крае России, левый приток реки Камы (впадает в Вишерский залив Камского водохранилища).
Длина — 415 км, площадь водосборного бассейна — 31 200 км². Среднегодовой расход воды у посёлка Рябинино — 473 м³/с. Средняя высота водосбора реки составляет 317 метров.

## Название
Точное происхождение гидронима неизвестно, имеется ряд гипотез. А. К. Матвеев считает, что гидроним древний и сформировался ещё у пра-финно-угров, исторически населяющих эти края: коми ви — «сила», или коми вой — «север, ночь» и коми сер — «река». В подтверждение этому уг. визэр — «поток воды», северносаам. суэрр — «ответвление реки», северносаам. йый — «ночь».
С гипотезой Матвеева, который понимает сочетание ве сурр как «северная река», не согласна А. С. Кривощёкова-Гантман. Она отмечает, в частности, что саамская версия не объясняет (это признаёт и Матвеев) других подобных названий: Вишера (приток Малого Волховца), Вишера (приток Вычегды) и Вишерка (приток Колвы), и полагает, что гидроним Вишера возник в бассейне Волхова, а в основе гидронима — древнерусский летописный этноним весь. Южной границей территории обитания племени весь была волховская Вишера, название которой состоит из весь и сара — река племени весь. Гидроним Вишера — результат последующих приспособлений. Форму весь — сара изменили в Вишера новгородцы, а локализация гидронима совпадает с их древним путём передвижения за Урал. Они увлекали за собой прибалтийских финнов (в частности, весь) и вычегодских коми. Новым объектам переселенцы присваивали названия покинутых мест.
Манси называют реку манс. Пассар.

## География
Пятая по длине река Пермского края, одна из наиболее живописных рек Урала. Начинается на северо-востоке края, на границе с Республикой Коми и Свердловской областью. Протекает главным образом по предгорьям Урала, имея большей частью характер быстрой горной реки, текущей в узкой долине; много мелей и порогов. В бассейне распространены карстовые явления.
Правый исток Вишеры — Малая Вишера — берёт начало на хребте Яны-Емты, левый — Большая Вишера — с отрогов Поримонгит-Ур, одной из вершин хребта Поясовый Камень, на самой границе Республики Коми, Свердловской области и Пермского края. Истоки разделены Вишерским Камнем и сливаются у северного подножия горы Армии.
Вишера от истока до устья реки Улс — бурная горная река с большим количеством перекатов. Её ширина здесь до 70 метров.
Средняя Вишера — от устья Улса до устья Колвы — река шириной до 150 метров со множеством перекатов и плёсов. Долина реки здесь значительно расширяется, но остаётся ещё много береговых скал.
Нижняя Вишера (от впадения Колвы до впадения Вишеры в Каму) — равнинная река, разливающаяся местами до 900 метров.
На всём течении в русле и по берегам — скалы и камни, много перекатов. Для Вишеры характерны высокое половодье, дождевые паводки и низкая летняя межень. Питание смешанное, с преобладанием снегового. Замерзает в конце октября — начале ноября, вскрывается в конце апреля. Сплавная. Регулярное пассажирское сообщение до города Красновишерска. В бассейне Вишеры — месторождения алмазов.
В верховьях расположен Вишерский заповедник. Рыбалка на реке выше устья Лыпьи запрещена, между устьями Лыпьи и Велса разрешена в ограниченном количестве только для жителей посёлков Велс и Вая. Основные рыбы, обитающие в реке — хариус и таймень.
Крупнейшие населённые пункты на реке — город Красновишерск, посёлки Велс, Вая, Вишерогорск, Усть-Язьва, Рябинино

## Притоки
Основные левые притоки Вишеры — Мойва, Велс, Улс, Вижаиха, Язьва, Акчим; главные правые — Лопья, Лыпья, Большая Вая, Колва.
(указано расстояние от устья)
- 3,6 км: река Толычь (лв)
- 34 км: река Колва (пр)
- 56 км: река Чижовка (Юмыш, Жерновка) (пр)
- 73 км: река Язьва (лв)
- 75 км: река Усолка (лв)
- 99 км: река Чёрная (пр)
- 103 км: река Вижаиха (лв)
- 107 км: река Молчанка (лв)
- 111 км: река Петруниха (пр)
- 120 км: река Большая Романиха (пр)
- 128 км: река Говоруха (пр)
- 136 км: река Большой Колчим (лв)
- 149 км: река Большой Щугор (лв)
- 151 км: река Малый Щугор (пр)
- 168 км: река Большая Шалюга (пр)
- 170 км: река Малая Шалюга (пр)
- 172 км: река Прилучная (пр)
- 178 км: река Большая Воронья (лв)
- 184 км: река Писанка (пр)
- 187 км: река Волим (пр)
- 190 км: река Акчим (лв)
- 194 км: река Большая Ябурская (лв)
- 203 км: река Нижняя Золотиха (лв)
- 204 км: река Средняя Золотиха (лв)
- 207 км: река Верхняя Золотиха (лв)
- 223 км: река Большая Вая (пр)
- 233 км: река Улс (лв)
- 248 км: река Ёлма (пр)
- 255 км: река Большая Расья (лв)
- 266 км: река Дыроватиха (пр)
- 268 км: река Велс (лв)
- 280 км: река Нижняя Паниха (пр)
- 281 км: река Верхняя Паниха (лв)
- 303 км: река Расья (пр)
- 304 км: река Курыксарка (лв)
- 321 км: река Долганиха (лв)
- 332 км: река Таборная (лв)
- 333 км: река Лыпья (пр)
- 357 км: река Мойва (лв)
- 362 км: река Муравей (лв)
- 370 км: река Лопья (пр)
- 379 км: река Ниолс (лв)
- 391 км: река Хальсория (в водном реестре — без названия, пр)

- Верховья реки, вид на левый берег, г. Тулымский Камень, 2 км ниже кордона в устье р. Лыпья
- Река Вишера
- Камень Ветлан
- Вид на камень Полюд